# L'Equipe (collana)
L'Equipe è una collana di saggi antologici del sacerdote cattolico e teologo Luigi Giussani, fondatore del movimento Comunione e Liberazione.

## Storia editoriale
Gli 8 volumi della serie, pubblicati tra il 2006 e il 2014 all'interno della collana I libri dello spirito cristiano della Biblioteca Universale Rizzoli, contengono la raccolta sistematica degli interventi e delle conversazioni di don Giussani con i responsabili degli studenti universitari di Comunione e Liberazione ordinati cronologicamente a partire dalla metà degli anni settanta. Con Equipe del CLU venivano infatti indicati i periodici momenti di verifica e di confronto tra i responsabili delle comunità universitarie del movimento con Giussani (CLU è l'acronimo informale per "Comunione e Liberazione Universitari"). Nate come momento di coordinamento delle comunità universitarie di Comunione e Liberazione, le Equipe del CLU divennero, a partire dalla seconda metà degli anni settanta, con la partecipazione di Giussani, un momento di verifica della grandezza dell'esperienza cristiana secondo il metodo del sacerdote brianzolo.
Ogni volume è preceduto da una prefazione del curatore Julián Carrón, il sacerdote spagnolo che sostituì Giussani alla guida del movimento dopo la sua morte. I testi, che conservano l'immediatezza della forma orale dei dialoghi, parzialmente rivisti in base alla documentazione disponibile in archivio e solo integrati da riferimenti bibliografici, sono preceduti da una nota storica esplicativa redatta dallo storico Onorato Grassi, all'epoca docente alla università LUMSA di Roma. La maggior parte delle conversazioni contenute nei volumi sono inedite, altre erano state precedentemente pubblicate pro manuscripto o come inserti redazionali o allegate come fascicoletti nelle riviste Tracce (precedentemente nota come CL-Littere Communionis, organo ufficiale del movimento), Il Sabato e 30 giorni nella Chiesa e nel mondo.

## La serie

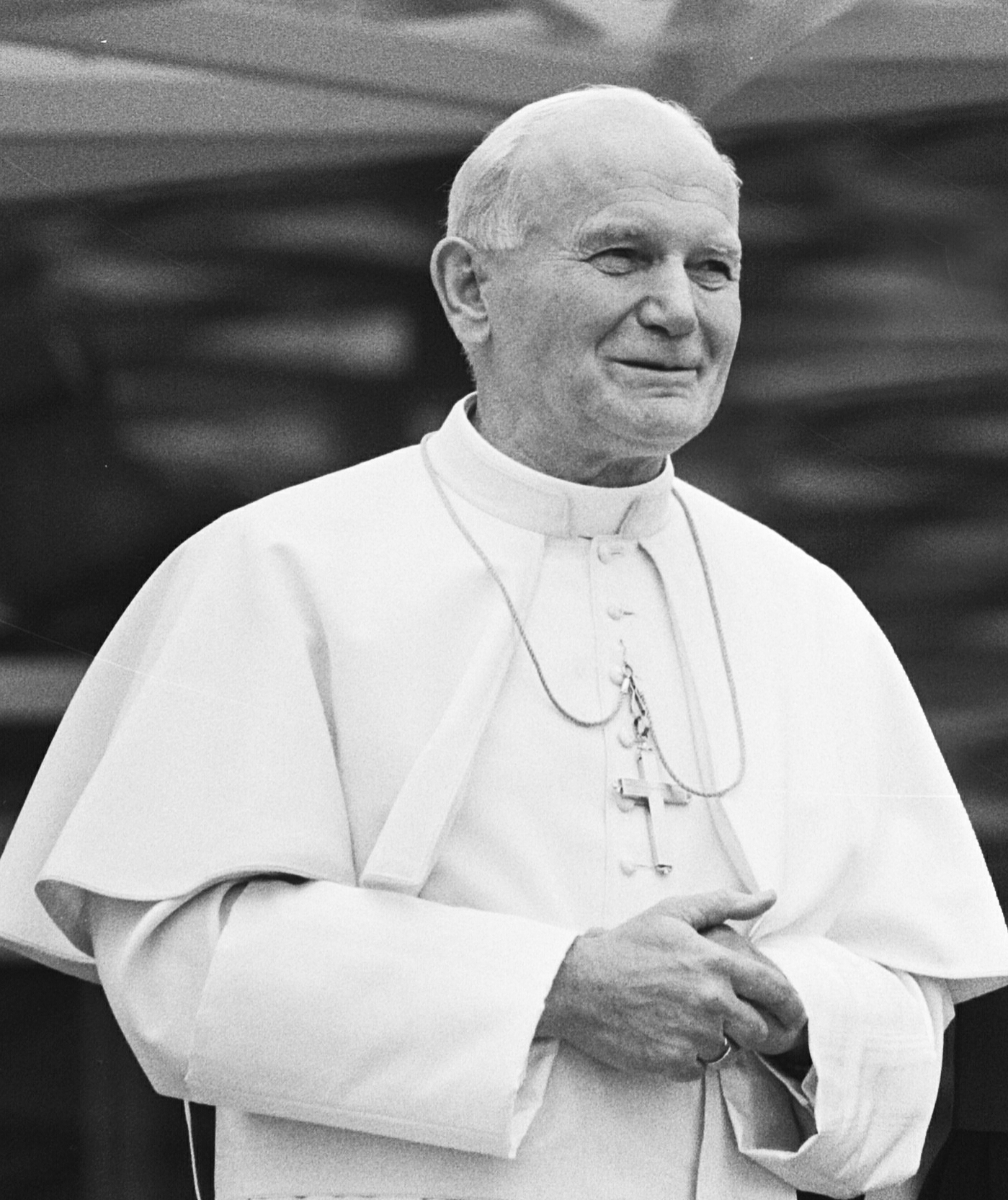
Giovanni Paolo II incontrò varie volte don Giussani nei primi anni ottanta. Da una frase del Papa durante un incontro del 1983 si sviluppò la riflessione di una delle Equipe di quell'anno, riportata nel terzo volume della collana, Uomini senza patria (1982-1983).

### Dall'utopia alla presenza (1975-1978)
Dall'utopia alla presenza raccoglie le Equipe svoltesi tra il 1975 e 1978 a partire da quella che è definibile come la prima Equipe nel settembre del 1975.
Alcune delle conversazioni contenute nel volume sono inedite, altre erano state precedentemente pubblicate pro manuscripto o come inserti redazionali o allegate come fascicoletti nelle riviste Tracce, Il Sabato e 30 giorni nella Chiesa e nel mondo, ed ebbero larga diffusione nel movimento di CL.
Il volume fu presentato il 26 agosto 2006 al Meeting di Rimini alla presenza di Pier Luigi Bersani, all'epoca deputato e Ministro dello sviluppo economico nel governo italiano, di Giancarlo Cesana, docente dell'Università degli Studi di Milano Bicocca e del giurista Joseph H.H. Weiler, esperto di integrazione europea e di diritto costituzionale.
A metà degli anni settanta Giussani, che in quel periodo insegnava Introduzione alla Teologia presso l'Università Cattolica del Sacro Cuore di Milano, aveva iniziato a legarsi sempre di più con gli studenti universitari, in particolare proprio quelli della Cattolica. Fu invitato a una vacanza a Campitello di Fassa alla quale parteciparono gli studenti di diversi atenei italiani con lo scopo di discutere sulla situazione universitaria in un periodo di grande fervore nel confronto sociale e politico. Giussani evidenziò come ormai la realtà degli universitari di CL fosse quella di una associazione di attivisti che aveva perso l'impeto iniziale. Fu una delle prime occasioni in cui il sacerdote espresse il suo giudizio sulla vita e l'impegno degli studenti di CL in università.
Lo scritto che dà il titolo al volume, Dall'utopia alla presenza (in parte pubblicato in precedenza col titolo Il punto di partenza), propone in veste definitiva gli interventi di Giussani all'assemblea dei responsabili del CLU svoltasi a Riccione dal 30 settembre al 2 ottobre 1976. Si tratta di uno degli interventi più noti di Giussani che ricorderà quel raduno, noto poi semplicemente come Riccione '76, come uno dei momenti più importanti della storia di CL, «uno dei passi fondamentali, se non "il" passo fondamentale dopo l'inizio del movimento». In quell'occasione Giussani formulò la sua proposta, un momento di svolta per gli universitari e per tutto il movimento di CL. Contribuì a chiarire che quella che veniva avvertita come la cosa più importante per il movimento, cioè una presenza sociale, reattiva, doveva invece lasciare spazio ad un'esperienza diversa, in cui «l'identità è l'essere immedesimati con Cristo» e in cui la compagnia cristiana «è il luogo della effettiva costruzione della nostra persona, cioè della maturità della fede». Giussani ripercorse così la storia recente del movimento di CL evidenziando la crisi determinata dall'"utopia", parola che riecheggia il periodo del sessantotto, cioè «qualcosa da realizzare nel futuro, la cui immagine e il cui schema di valori sono creati da noi». Giussani puntualizzò la sua proposta educativa e di fede secondo cui «il cristiensimo non è un'ideologia, ma sono tutte le persone che hanno incontrato Cristo».
Indice
- Prefazione di Julián Carrón, Un cuore che sobbalza dentro il cuore
- L'antefatto
- 1975
  - Persona e comunione di base
  - Che cosa abbiamo pensato, detto e fatto di più?
- 1976
  - Nella fede, uomo e popolo
  - Dall'utopia alla presenza
- 1977
  - Nella condizione universitaria
  - Una presenza di vita
  - La forza di una proposta
  - Che cos'è il movimento?
- 1978
  - Genesi personale della cultura
  - La verifica come inizio
  - Il desiderio del cambiamento
  - Che cos'è il cristianesimo

### Certi di alcune grandi cose (1979-1981)
Nel periodo tra il 1979 e il 1981 le domande emerse come cuore della preoccupazione educativa di Giussani con gli studenti universitari furono incentrate sulla convenienza nell'essere cristiani e se la fede consente di vivere la realtà senza censurare o rinunciare a nulla.
Anche il secondo volume della collana fu presentato al Meeting di Rimini, nell'incontro conclusivo della manifestazione il 25 agosto 2007, da Giulio Sapelli, economista e docente all'Università degli Studi di Milano, e da Giorgio Vittadini, presidente della Fondazione per la Sussidiarietà.
Indice
- Prefazione di Julián Carrón, La strada per una fede profonda, personalizzata
- 1979
  - Con il proprio volto
  - Un movimento dentro il movimento
  - Una presenza che tocca la vita
- 1980
  - La razionalità della gratuità
  - Il passaggio all'esperienza
  - Personalità e impeto culturale
- 1981
  - Il filo di desiderio
  - Essere certi di alcune grandi cose
  - Qualcosa che cambia la vita

### Uomini senza patria (1982-1983)

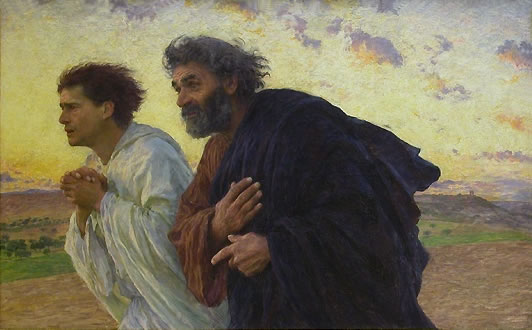
Il quadro di Eugène Burnand Les disciples Jean et Pierre accourant au sépulcre le matin de la résurrection, 1898, Museo d'Orsay, Parigi fu riprodotto sul primo "volantone" pasquale di Comunione e Liberazione del 1982. Giovanni e Pietro accorrono al sepolcro di Gesù dopo la resurrezione.

Nel 1982 Comunione e Liberazione realizzò il primo "volantone" di Pasqua. Si trattava di un manifesto nel quale era riportato un testo tratto dall'intervento di Giussani ad un incontro quaresimale tenutosi a Seregno il 9 marzo di quell'anno e poi pubblicato dal quotidiano Avvenire il successivo 14 marzo e intitolato Cristo compagnia di Dio all'uomo. La consuetudine di pubblicare simili manifesti continuò in tutti gli anni seguenti in occasione della Pasqua e poi anche a Natale. Di norma il "volantone" contiene un testo di meditazione di Giussani o del Papa accompagnato da una immagine artistica significativa.
L'Equipe svoltasi a Riva del Garda dal 21 al 23 maggio 1982 prese spunto proprio dal testo del "volantone", che fu pubblicato nella forma di manifesto stampato perché il testo era apparso troppo lungo per essere contenuto in un normale "volantino" ciclostilato, com'era uso in quel periodo nelle università da parte degli studenti di CL.
Anche la successiva Equipe, Senza patria, svoltasi a Colfosco dal 24 al 28 agosto 1982, si basò sul "volantone" e sul lavoro fatto dalle comunità universitarie a partire dalla lettura di quel testo, in particolare sulla domanda «Quale scoperta il volantone di Pasqua ha determinato?». Altro tema centrale fu la frase di papa Giovanni Paolo II «Voi non avete patria» che il pontefice polacco disse durante l'udienza svoltasi nei giorni precedenti a Roma con Giussani e i vertici del movimento. L'incontro col Papa e le sue parole furono lo spunto per Giussani per ripercorrere la storia di Comunione e Liberazione negli ultimi dieci anni. Il 29 agosto, poi, Giovanni Paolo II partecipò alla terza edizione del Meeting per l'amicizia tra i popoli a Rimini
Le Equipe del 1983 furono in gran parte incentrate sul tema del "momento presente", quindi sul giudizio del periodo storico. Fu ancora centrale il testo del secondo "volantone" di Pasqua del 1983, Le Christ est ressuscité, che riportava il brano degli Atti degli Apostoli con il discorso di San Paolo all'Areopago. In Il passo da fare, il testo della Equipe svoltasi a Verona dall'11 al 13 febbraio 1983, Giussani parla del momento presente con l'intenzione di sgombrare il campo dal pericolo di uno scivolamento attivistico e organizzativo del movimento.
Come avvenuto per i precedenti volumi della collana, anche Uomini senza patria fu presentato al Meeting di Rimini, il 30 agosto 2008, dalla giornalista Eugenia Roccella, al tempo sottosegretario al Ministero del Lavoro, della Salute e delle Politiche Sociali, e da Bernhard Scholz, presidente della Compagnia delle Opere, che aveva partecipato, appena laureato, alle Equipe di quegli anni.
Indice
- Prefazione di Julián Carrón, Un’avventura per sé
- 1982
  - La compagnia di Dio all'uomo
  - Senza patria
- 1983
  - Il passo da fare
  - Un giudizio sull'ambiente
  - L'unità dell'esperienza

### Qui e ora (1984-1985)

Una replica del quadro di Pablo Picasso Guernica fu riprodotto sul terzo "volantone" pasquale di Comunione e Liberazione del 1984.

Negli interventi del 1984 Giussani insiste sulla necessità di approfondire l'incontro personale con Cristo nella fede rispetto agli aspetti si carattere organizzativo e associativo dentro il movimento. L'Equipe del maggio 1984 prese spunto dal terzo "volantone" di Pasqua dove era riportato, insieme alla riproduzione della Guernica di Picasso, il passo evangelico della risurrezione di Lazzaro:
(Giovanni 11,21-26)
Il titolo dell'Equipe estiva, svoltasi a Corvara dal 19 al 24 agosto 1984, deriva da una frase pronunciata all'inizio del 1983 da uno studente milanese durante un raduno di universitari della Cattolica con Giussani: «Ciò a cui apparteniamo è, infatti, un uomo che è tra noi: "Colui che è tra noi".» L'espressione divenne familiare e fu ripetuta da Giussani per molto tempo, fino a diventare un leit motiv nei mesi seguenti e a dare il titolo alla Equipe del 1984, svoltasi alcuni giorni prima dell'incontro con Giovanni Paolo II in occasione del trentennale della nascita del movimento.
Anche gli interventi di Giussani nel 1985 insistono in gran parte sulla necessità a tutti i livelli di intendere il movimento come vita della persona più che come organizzazione. Il quarto "volantone", con una frase di san Gregorio Nazianzeno, accompagnò la riflessione del raduno primaverile. Tema dell'Equipe estiva, svoltasi ancora a Corvara dal 20 al 25 agosto 1985, fu la dimensione personale dell'esperienza cristiana anche alla luce dei densi avvenimenti degli ultimi anni.

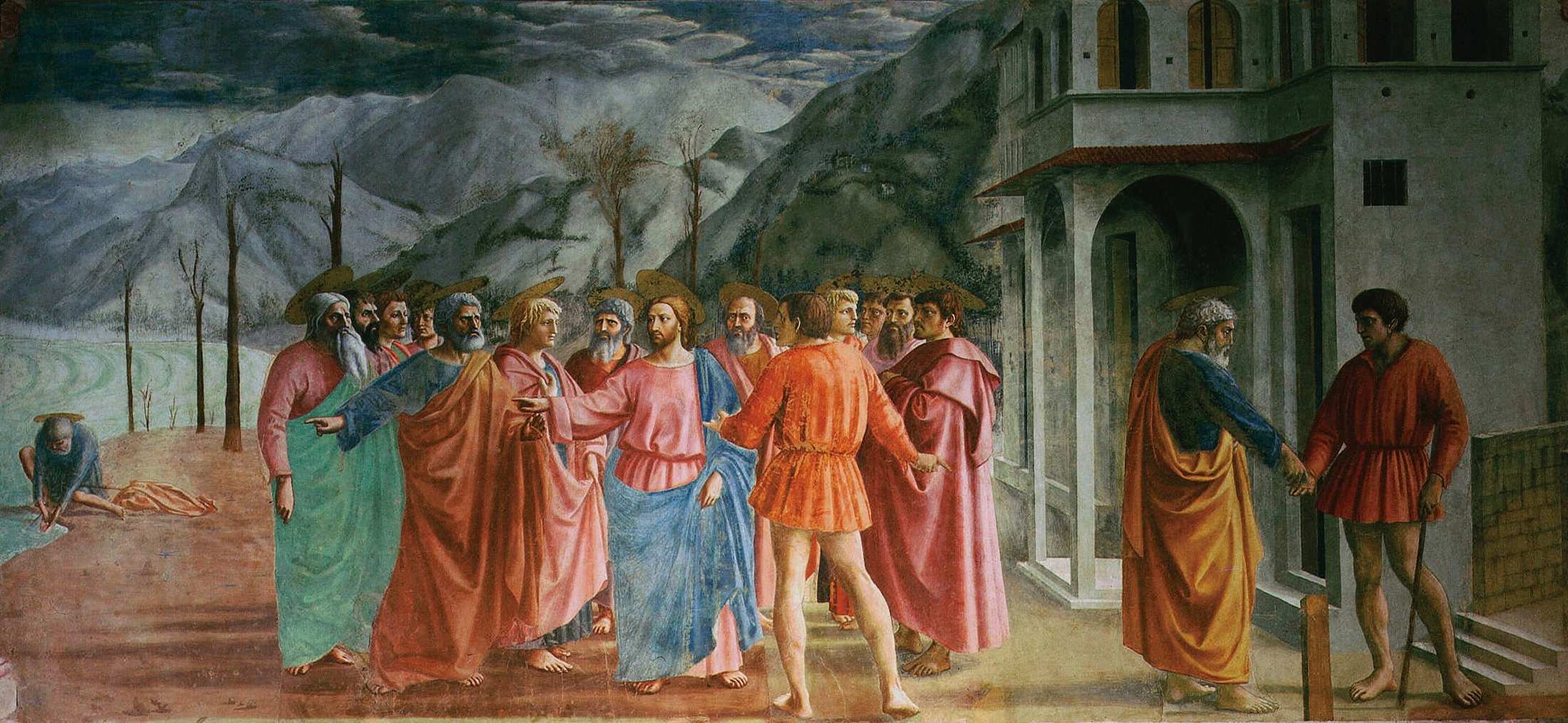
Un particolare dell'affresco Il tributo di Masaccio fu riprodotto sul quarto "volantone" pasquale di Comunione e Liberazione del 1985.

Il libro fu come di consueto fu presentato il 29 agosto 2009 all'incontro conclusivo del Meeting di Rimini da Giancarlo Cesana, docente all'Università degli Studi di Milano Bicocca, e dal giornalista economico Oscar Giannino.
Indice
- Prefazione di Julián Carrón, Passare da una logica di gruppo a una dimensione di coscienza personale
- 1984
  - Qualcosa d’altro che entra in gioco
  - Nel tempo e nello spazio
  - Colui che è tra noi
- 1985
  - Attraverso un cambiamento
  - Da una logica di gruppo a una coscienza personale
  - La grazia di un incontro

### L'io rinasce in un incontro (1986-1987)
Il quinto volume della collana contiene le Equipe del periodo 1986-1987. Uno dei temi centrali è quella che Giussani definisce "emergenza educativa". Il sacerdote brianzolo usa un'immagine di attualità per spiegare la debolezza di coscienza di sé che avverte nella generazione dei giovani di quell'epoca:
Il riferimento, utilizzato da Giussani in precedenza e poi divenuto il filo conduttore del raduno di Rimini svoltosi tra il 31 gennaio e il 2 febbraio 1987, è al disastro di Černobyl' del 26 aprile 1986, quando un grave incidente in una centrale nucrleare in Ucraina provocò, oltre ai danni alle cose e alle persone, un sentimento di allarme e di paura che coinvolse tutta l'Europa. Per un effetto che Giussani accosta metaforicamente a quello delle radiazioni prodotte dall'incidente, «ciò che ci circonda, la mentalità dominante, la cultura invadente, il potere, realizza una estraneità da noi stessi: è come se non ci fosse più nessuna evidenza reale se non la moda, perché la moda è un progetto del potere.»
Nei raduni del 1986 era stata centrale la lettura del libro Il senso religioso, volume di don Giussani pubblicato quell'anno, primo della serie PerCorso, che delineava tutto il percorso educativo del sacerdote, edizione riveduta e ampliata di un precedente testo. Chi aveva seguito le lezioni universitarie di Giussani alla Università Cattolica conosceva già i temi, che apparvero sorprendenti per chi li accostava per la prima volta.. Come negli anni precedenti anche la lettura dei "volantoni" pasquali fu spunto di riflessione per gli interventi nelle assemblee e nelle meditazioni di Giussani. Il volantone del 1986 riportava un breve testo del cardinale Joseph Ratzinger accompagnato dalla riproduzione di Icaro di Matisse. Quello dell'anno successivo conteneva un testo del filosofo ceco Václav Bělohradský e un brano evangelico di Matteo sul tema del potere, tema dell'Equipe svoltasi a Rimini dal 16 al 18 maggio 1987, La persona e il potere. Il raduno estivo, a Corvara dal 20 al 25 agosto 1987, fu in parte basato su quanto emerso dalla lettura del libro La coscienza religiosa nell'uomo moderno, pubblicato da Giussani nel 1985, oltreché da Il senso religioso, testo che era il riferimento per la Scuola di comunità, il gesto di catechesi del movimento. Durante la lezione introduttiva, Giussani sottolinea come le Equipe del CLU degli ultimi anni fossero state uno dei momenti più importanti della vita del movimento.
Il filosofo francese Fabrice Hadjadj e Michele Faldi, che nel periodo in cui si svolsero le Equipe trascritte nel volume era uno dei responsabili del CLU, presentarono L’io rinasce in un incontro al Meeting di Rimini il 28 agosto 2010.
Indice
- Prefazione di Julián Carrón, La rinascita dell’io
- 1986
  - Una storia
  - Il punto rosso
- 1987
  - Chernobyl
  - La persona e il potere
  - Tutta la vita

### Ciò che abbiamo di più caro (1988-1989)
Don Giussani iniziò in quell'epoca a delineare i tratti di una ripresa da quella da lui definita "emergenza uomo", una crisi che coinvolgeva l'essenza stessa dell'umano. Ne fu occasione il dibattito, anche pubblico, nato intorno ai referendum abrogativi del 1987. La parola "movimento" veniva così riconosciuta identificante non di una organizzazione, ma come «esperienza umana in moto, caratterizzata dalla mobilitazione di coscienze e di opere prodotta da un "incontro".»

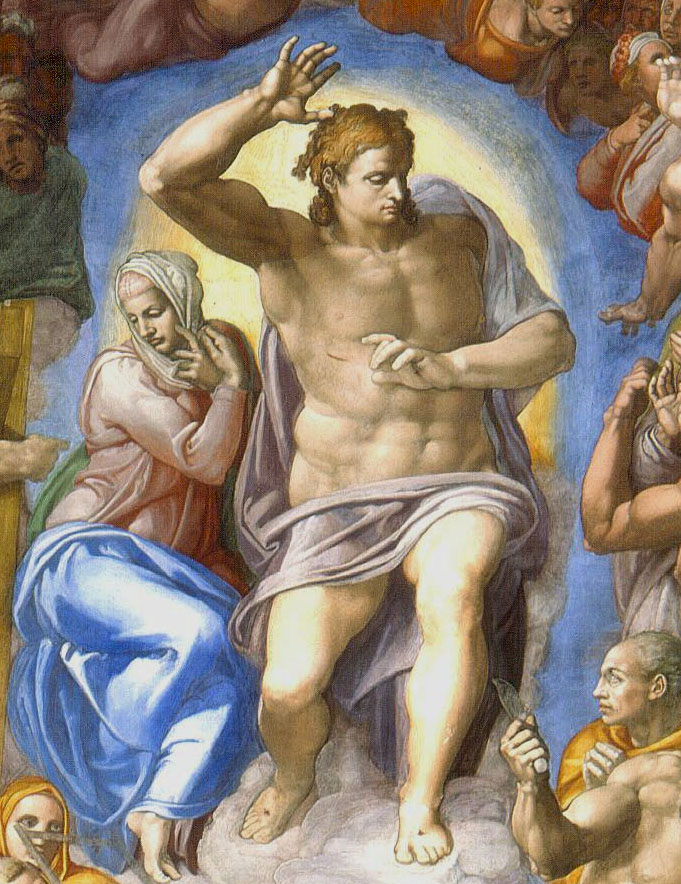
Un dettaglio del Giudizio universale di Michelangelo con Cristo giudice fu utilizzato per il "volantone" pasquale del 1988

Il titolo del libro, così come quello dell'Equipe svoltasi a Rimini nel maggio del 1988, Strani uomini, deriva dal Racconto dell'Anticristo di Vladimir Solov'ëv che era stato letto nelle comunità di CL destando grande interesse e suscitando nuovi interrogativi. Il testo di Solov’ëv fu colto come un invito a fare i conti con la natura originale del cristianesimo. Un brano del Racconto era stato utilizzato per il "volantone" pasquale di quell'anno:
(Vladimir Solov'ëv, Il dialogo dell'Anticristo)
L'Equipe estiva del 1988 e quelle del 1989 furono una prosecuzione del lavoro nato a partire dalla lettura del brano di Solov'ëv. al raduno estivo del 1989, svoltosi a Corvara dal 19 al 24 agosto, intervenne anche uno studente cinese che aveva partecipato alla protesta di piazza Tienanmen che aveva avuto grande risonanza anche in Italia soprattutto dopo la strage compiuta dall'esercito cinese il 4 giugno 1989.
Lo psichiatra Eugenio Borgna, primario emerito di Psichiatria all'Ospedale Maggiore di Novara, e padre Aldo Trento, missionario in Paraguay, presentarono Ciò che abbiamo di più caro al Meeting di Rimini il 27 agosto 2011.
Indice
- Prefazione di Julián Carrón, Un flusso continuo di novità
- 1988
  - Ridare identità all'umano
  - Strani uomini
  - Trasformare il presente
- 1989
  - La testimonianza di una compagnia
  - Dalla terra, la verità
  - Un dialogo continuo

### Un evento reale nella vita dell’uomo (1990-1991)
La caduta del muro di Berlino interrogò le comunità degli universitari di CL sul senso della storia a partire da una provocazione di Giussani che poneva l'alternativa tra l'essere "cortigiani" o "protagonisti" degli avvenimenti storici. Sempre l'attualità fu un punto di riflessione per le Equipe del periodo. In particolare quanto successo nelle università italiane con il movimento di protesta noto come "La Pantera",che per qualche mese riecheggiò il clima del Sessantotto, e il modo in cui gli universitari di CL avevano interagito e giudicato quei fatti che li vedeva direttamente coinvolti come Cattolici Popolari, il cartello attraverso cui si svolgeva la loro attività politica negli atenei. Il raduno estivo, svoltosi a Arabba dal 21 al 26 agosto, prese spunto dalla constatazione che la presenza, anche pubblica, del CLU stava diventando un fenomeno di rilievo, evidenziato dal successo delle manifestazioni note come "Happening'" che venivano organizzate alla fine della primavera in molte città italiane e che avevano assunto una rilevanza culturale significativa tra dibattiti, mostre e spettacoli, in parte sul modello del Meeting di Rimini che aveva ormai compiuto dieci anni di vita. Era quindi necessario un approfondimento della "presenza" del movimento negli ambienti, a partire da quello universitario, tenendo anche conto che quell'estate si era svolta la prima vacanza del CLU dei paesi dell'Est europeo.
Ma ancora più importante era il tema della presenza reale di Cristo nella storia, centrale nel raduno del maggio 1990, quasi in contemporanea con la pubblicazione del primo tomo di Perché la Chiesa, terzo e ultimo volume del PerCorso, opera in tre parti, pubblicata per la prima volta tra il 1986 e il 1992, nella quale don Giussani riassume il suo itinerario di pensiero e di esperienza e che rappresenta la base, sviluppata in quarant'anni di insegnamento, della sua proposta educativa.
Nell'estate del 1991, a La Thuile, si svolse la prima Equipe internazionale, aperta quindi ai responsabili delle comunità universitarie non solo italiane, ma internazionali. La partecipazioni di persone provenienti da paesi diversi diede un grande respiro al il lavoro di quei giorni, avendo comunque come spunti di riflessione il "volantone" di Pasqua, il testo dell'Equipe dell'anno precedente e una frase di san Tommaso d'Aquino scelta per la vacanza estiva e stampata sulle magliette della comunità americana:
(Tommaso d'Aquino, Commento alla Seconda lettera ai Corinzi)
Il libro fu presentato al Meeting di Rimini il 22 agosto 2013 da teologo italiano Stefano Alberto, sacerdote della Fraternità dei missionari di San Carlo Borromeo e docente di Introduzione alla teologia presso l'Università Cattolica del Sacro Cuore di Milano (ruolo in cui aveva sostituito lo stesso Giussani nel 1990) e dal sociologo Salvatore Abbruzzese.
Indice
- Prefazione di Julián Carrón, Il vivere che non «taglia le gambe»
- 1990
  - Come un bel giorno
  - L'inesorabile presenza
  - La sottile lama della libertà
- 1991
  - L'avverarsi della vita tra noi
  - La fisicità dell'avvenimento
  - La traversata della vita

### In cammino (1992-1998)
L'ottavo e ultimo volume della collana contiene la trascrizione degli ultimi interventi di Giussani ai raduni dei responsabili delle comunità universitarie. In cammino, il testo che dà il titolo al libro, riporta l'Equipe estiva svoltasi a La Thuile dal 19 al 25 agosto 1992, con la partecipazione settecento universitari provenienti da trentotto nazioni, che fu l'ultimo raduno estivo di questo genere. Dall'anno successivo si svolse al suo posto l'incontro internazionale dei responsabili di tutto il movimento.
In cammino fu uno degli interventi più significativi di Giussani, un momento di grande fecondità da cui scaturì un dibattito acceso all'interno del movimento. Il testo apparve immediatamente nel libretto In cammino. Appunti da una conversazione di monsignor Luigi Giussani con universitari, agosto 1992, supplemento del settimanale Il Sabato, e fu poi incluso, dopo un lavoro di revisione dell'autore, nel volume antologico Un avvenimento di vita, cioè una storia. La versione contenuta nell'ottavo volume della serie L'Equipe è quella rivista da Giussani.
Il libro contiene, dopo In cammino, solo i raduni svoltisi prevalentemente a Milano durante l'anno accademico fino all'ultima Equipe a cui partecipò personalmente Giussani, quella del 4 aprile 1998.
Indice
- Prefazione di Julián Carrón, L’unica risorsa: il senso cristiano dell’io
- 1992
  - Colui per cui si vive
  - Il dialogo fra di noi
  - In cammino
- 1993-1994
  - L'iniziativa di un Altro
  - Riconoscere una Presenza
  - Lo scopo della Scuola di comunità
  - Amanti della verità
- Dal 1995 in poi
  - L'imprevisto della realtà
  - Vivere la ragione
  - Accettiamo la vita perché tendiamo alla felicità
  - Unità e fraternità: la sintesi

## Titoli
1. Luigi Giussani, Dall'utopia alla presenza (1975-1978), collana I libri dello spirito cristiano, l'Equipe, n. 1, 1ª ed., BUR Rizzoli, luglio 2006, ISBN 88-17-01139-8.
2. Luigi Giussani, Certi di alcune grandi cose (1979-1981), collana I libri dello spirito cristiano, l'Equipe, n. 2, 1ª ed., BUR Rizzoli, luglio 2007, ISBN 978-88-17-01694-0.
3. Luigi Giussani, Uomini senza patria (1982-1983), collana I libri dello spirito cristiano, l'Equipe, n. 3, 1ª ed., BUR Rizzoli, luglio 2008, ISBN 978-88-17-02358-0.
4. Luigi Giussani, Qui e ora (1984-1985), collana I libri dello spirito cristiano, l'Equipe, n. 4, 1ª ed., BUR Rizzoli, luglio 2009, ISBN 978-88-17-02868-4.
5. Luigi Giussani, L'io rinasce in un incontro (1986-1987), collana I libri dello spirito cristiano, l'Equipe, n. 5, 1ª ed., BUR Rizzoli, aprile 2010, ISBN 978-88-17-03983-3.
6. Luigi Giussani, Ciò che abbiamo di più caro (1988-1989), collana I libri dello spirito cristiano, l'Equipe, n. 6, 1ª ed., BUR Rizzoli, aprile 2011, ISBN 978-88-17-04481-3.
7. Luigi Giussani, Un evento reale nella vita dell'uomo (1990-1991), collana I libri dello spirito cristiano, l'Equipe, n. 7, 1ª ed., BUR Rizzoli, aprile 2013, ISBN 978-88-17-06476-7.
8. Luigi Giussani, In cammino (1992-1998), collana I libri dello spirito cristiano, l'Equipe, n. 8, 1ª ed., BUR Rizzoli, settembre 2014, ISBN 978-88-17-07323-3.

Tutti i volumi sono curati e prefatti da Julián Carrón.